# ジョナサン・ストークス
ジョナサン・ストークス（Jonathan Stokes、1755年 - 1831年4月30日）は、イギリスの医師、博物学者である。ジギタリス（ゴマノハグサ科）の臨床試験で薬効を研究したウィリアム・ウィザリングの協力者として知られる。

## 略歴
ダービーシャーのチェスターフィールドで生まれた。エディンバラ大学で医学を学び、1782年に学位(MD）を得た。ウスターシャーのスタウアブリッジで医師を開業し、植物の採集や分類を行った。植物分類学の分野では、ウルシ(Rhus verniciflua)や、カラフトカサスゲ(Carex rostrata) などの記載者である。 
ウィザリングはジギタリスの薬効について適量や用法を調べた成果を "An account of the foxglove and some of its medical uses; with practical remarks on the dropsy, and some other diseases" として1785年に出版するが、ストークスは既に学生時代の1776年にジギタリスの薬効についての論文を発表しており、ストークスはウィザリングの著作に序文を寄せ、自らの治療例を提供した。
1783年に学術的なクラブ、ルナー・ソサエティに加入し、しばしばストークスの家にそのメンバーが集まったとされるが、メンバーであるエラズマス・ダーウィンとウィザリングがジギタリスの薬効の研究に関する先取権を争うこととなり、2人は1790年にルナー・ソサエティを脱会している。
ストークスはウィザリングの植物学の著書、"A botanical arrangement of British plants..."にも協力している。
1788年にアメリカ芸術科学アカデミーの会員に選ばれた。ロンドン・リンネ協会の創立会員の一人でもある。
キク科の植物の属名、ストケシア属(Stokesia)に献名された。

## 著作
- Stokes, Jonathan (1812). A Botanical Materia Medica. London: J. Johnson and Company.
- Stokes, Jonathan (1830). Botanical Commentaries. London: Simpkin and Marshall.